# Paragonia
Paragonia é um género botânico pertencente à família Bignoniaceae.

## Sinonímia
Hilariophyton, Sanhilaria

### Espécies
- Paragonia brasiliensis
- Paragonia pyramidata
- Paragonia schumanniana

## Nome e referências
Paragonia Bureau